# Симпсън (окръг, Мисисипи)
Окръг Симпсън (на английски: Simpson County) е окръг в щата Мисисипи, Съединени американски щати. Площта му е 1531 km², а населението - 27 639 души (2000). Административен център е град Мендънхол.